# FKP Scorpio Konzertproduktionen GmbH
FKP Scorpio Konzertproduktionen GmbH is een in Hamburg gevestigde concertorganisator die sinds 1990 concerten en festivals organiseert. Sinds 1990 organiseerde de organisatie meer dan 7000 concerten. De festivals en andere producties trokken meer dan twaalf miljoen bezoekers.
FKP Scorpio behoort tot de vooraanstaande concertorganisatoren in Duitsland. Ze heeft een veertigkoppig team en een jaaromzet van meer dan 35 miljoen euro. Ze organiseren onder andere (Hurricane, Southside, Area4, Highfield-Festival, Chiemsee Reggae Summer en M'era Luna),
Sinds juli 2000 is FKP Scorpio voor 50,2 % van Medusa Music Group GmbH, een dochteronderneming van CTS Eventim AG.